# Rajtarowice (gmina)
Rajtarowice (do 1937 Bylice) – dawna gmina wiejska istniejąca w latach 1937–1939 w powiecie samborskim województwa lwowskiego II Rzeczypospolitej. Siedzibą gminy były Rajtarowice.
Gminę utworzono 1 kwietnia 1937 roku z obszaru zniesionej gminy Bylice.
Po II wojnie światowej obszar gminy Rajtarowice znalazł się w ZSRR.